# Kapitol (Praha)
Kapitol je vrch v Praze 4-Michli. Je ohraničen ulicemi Nad Vinným potokem, Pod Stárkou, Týmlova a Magistrů. Vrchol Kapitolu se nachází ve výšce 226 m n. m.

## Popis

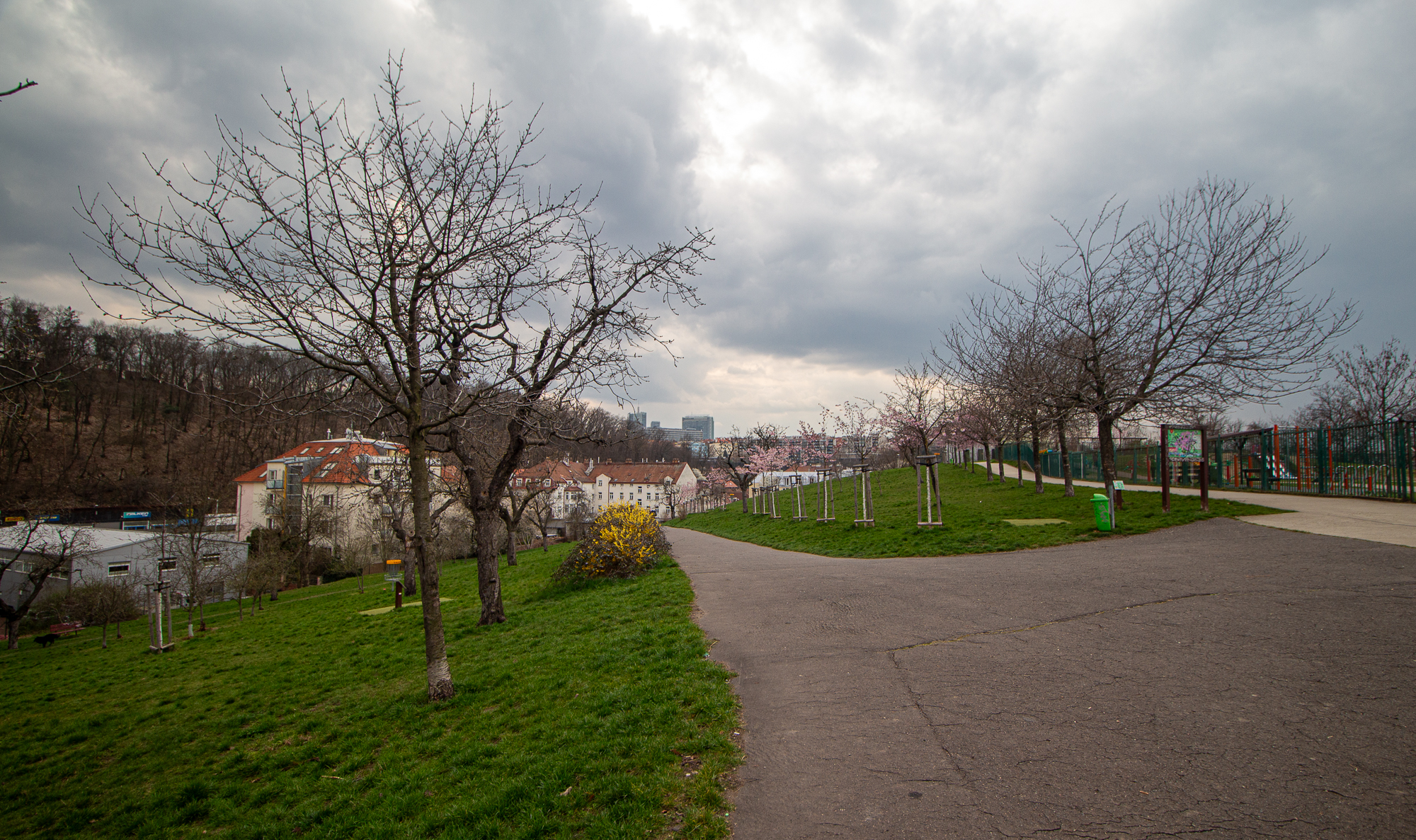
Třešňový sad na svahu kopce

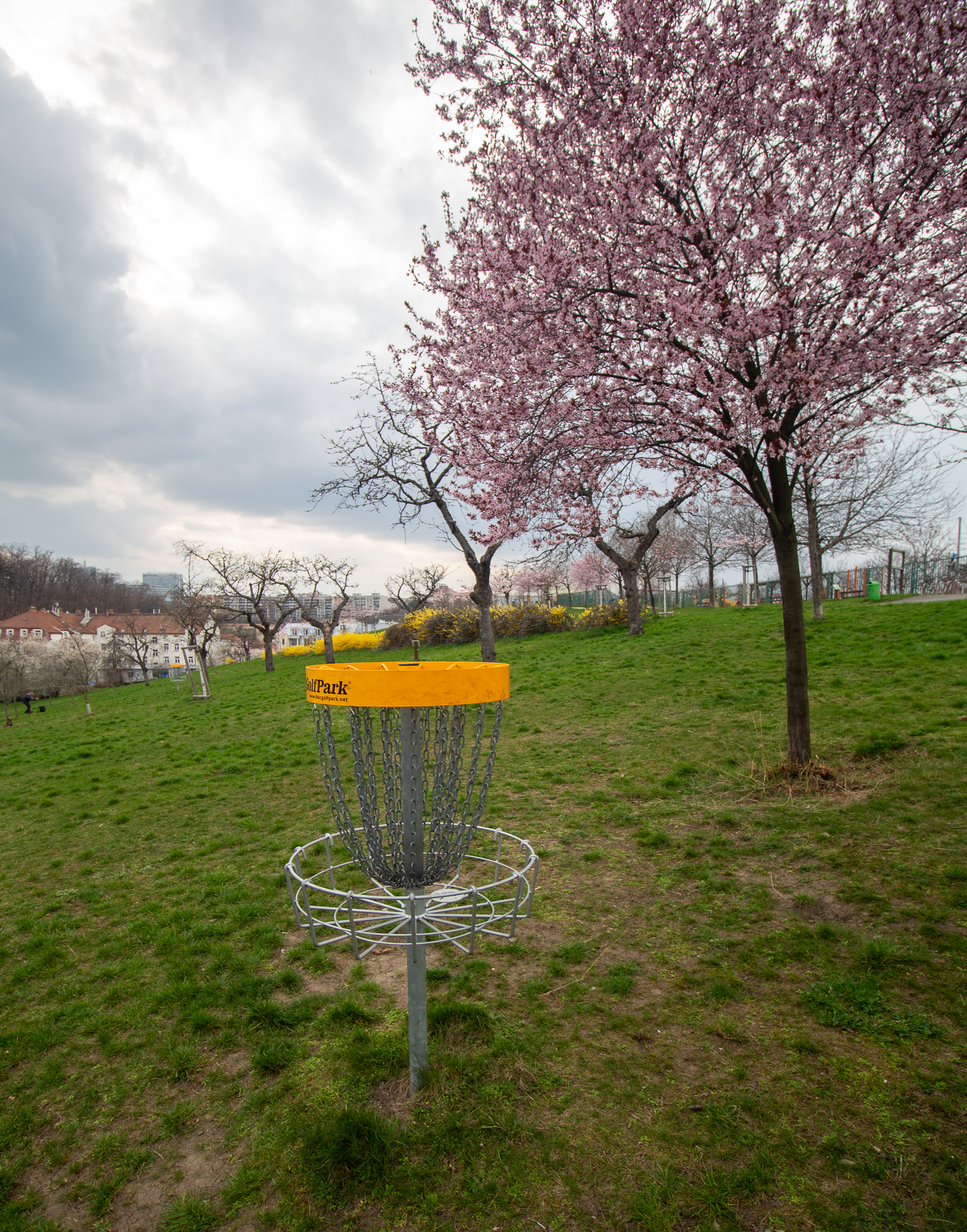
Discgolfový koš na Kapitolu

Vrch se nachází v blízkosti Tyršova vrchu a Bohdalce. Asi 150 metrů západním směrem od vrchu protéká říčka Botič. Asi 300 metrů opačným směrem se nachází Depo kolejových vozidel Praha.
Název „Kapitol“ zřejmě pochází od kapituly - církevní obce, jíž někdejší sad patřil. Názvy přilehlých ulic: Kapitulská, Magistrů, Děkanská, které by tuto teorii podporovaly, pocházejí až z druhé poloviny 20. století.
Kromě nejvyšší části Kapitolu, kde se nachází dětské hřiště, basketbalová klec a nevelký skatepark, je téměř celý povrch kopce pokryt travnatými plochami s třešňovým sadem, z něhož zbylo několik desítek stromů. Ten zřejmě souvisí s nedalekým michelským statkem, v němž dnes sídlí Domov Sue Ryder. 

## Současnost
Temeno kopce slouží jako sportoviště a hřiště Nad Vinným potokem, které v nedávné době prošlo rekonstrukcí. Jsou zde nově umístěny koše na discgolf. V těsném sousedství sídlí tenisový klub Tenis Kapitol.